# Fiat G.212
Die Fiat G.212 war ein italienisches dreimotoriges Flugzeug des Herstellers Fiat. Es handelte sich um eine vergrößerte Version der Fiat G.12. Es wurde in kleiner Stückzahl als ziviles Passagierflugzeug und von der Aeronautica Militare als Transportflugzeug verwendet. Insgesamt wurden 19 Flugzeuge gebaut.

## Geschichte
Der erste Prototyp der G.212, genannt G.212CA, flog am 19. Januar 1947. Die Konfiguration war ähnlich der G.12, d. h. ein Ganzmetall-Tiefdecker mit Einziehfahrwerk und Spornrad. Die G.212 war jedoch länger und besaß zudem eine größere Spannweite und einen breiteren Rumpf. Die G.212A wurde von drei Sternmotoren Alfa Romeo 128 mit je 642 kW angetrieben.
Für die zivile Nutzung wurden später zwei weitere Versionen gebaut: eine Passagiermaschine (G.212CP), die Platz für 34 Passagiere bot, sowie eine Transportversion (G.212TP). Beide verwendeten bereits die leistungsstärkeren Pratt&Whitney-R-1830-Motoren.

## Nutzung
Sechs Maschinen des Typs G.212CP wurden ab 1947 von der italienischen Fluggesellschaft Avio Linee Italiane erworben, die sie im innereuropäischen Linienverkehr einsetzte. Die ägyptische Fluggesellschaft SAIDE (Services Aériens Internationaux d’Egypte) erhielt 1948 drei G.212. Vier der Maschinen wurden später von der Avio Linee Italiane an die Nachfolgegesellschaft Ali Flotte Riunite verkauft, die wiederum später ein Flugzeug an die kuwaitische Gesellschaft Arabian Desert Airlines verkaufte.

### Militärische Nutzung
- Italien: Die Aeronautica Militare erwarb sowohl den Prototyp G.212CA als auch sechs zusätzliche Flugzeuge vom Typ G.212CP,[1] von denen zwei später in Schulflugzeuge umgebaut wurden (G.212AV).[2] Eines dieser Flugzeuge blieb erhalten und steht nun im italienischen Luftfahrtmuseum Vigna di Valle in der Nähe von Rom.[3]

## Zwischenfälle
- Am 1. Juli 1948 stürzte eine Fiat G.212CP der Avio Linee Italiane (Luftfahrzeugkennzeichen I-ELSA) nahe der belgischen Ortschaft Keerbergen im Anflug auf den falschen Flugplatz ab. Vier Crewmitglieder und vier der sieben Passagiere starben.[4]

- Am 4. Mai 1949 flog eine Fiat G.212CP der Avio Linee Italiane (I-ELCE) bei dichtem Nebel gegen den Berg der Wallfahrtskirche Superga-Hügel bei Turin. Alle 31 Insassen, bei denen es sich hauptsächlich um Spieler des Fußballvereins AC Turin handelte, wurden dabei getötet (siehe Flugunfall von Superga).[5]

- Am 16. Oktober 1949 verunglückte eine Fiat G.212CP der ägyptischen SAIDE (SU-AFX) beim Start vom Flughafen Alexandria (Ägypten). Die Maschine sollte nach Bengasi fliegen und wurde irreparabel beschädigt. Alle drei Besatzungsmitglieder, die einzigen Insassen, überlebten den Unfall.[6]

## Technische Daten

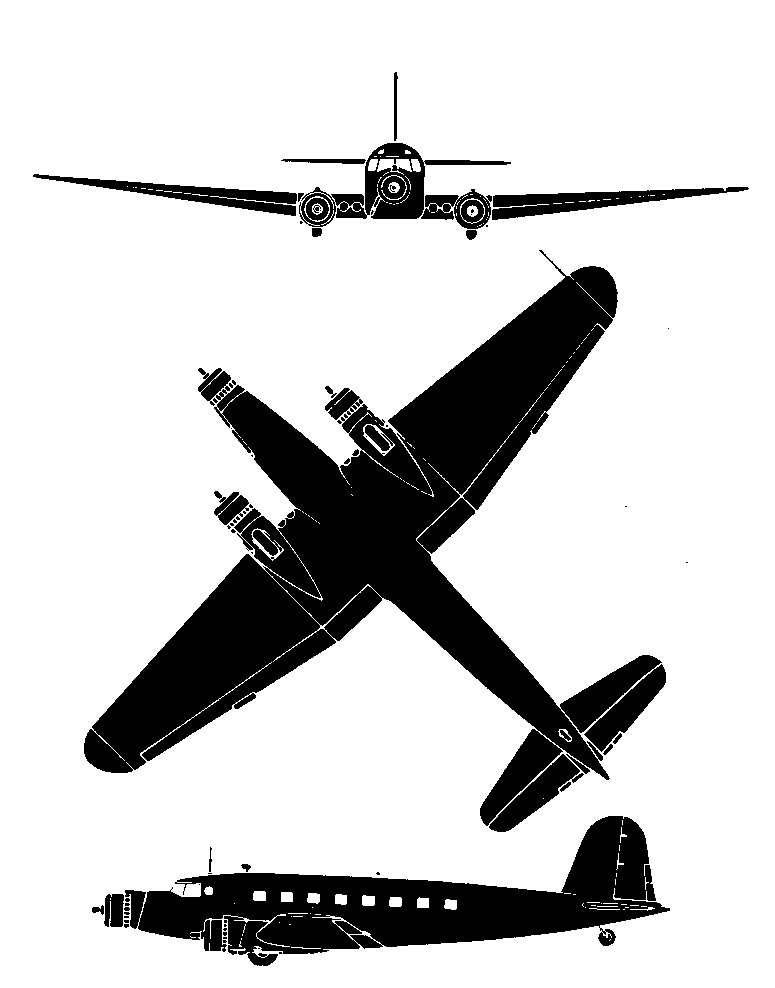
Dreiseitenriss

| Kenngröße             | Daten                                                                        |
| --------------------- | ---------------------------------------------------------------------------- |
| Besatzung             | 2 + 1 Funker                                                                 |
| Passagiere            | 34                                                                           |
| Länge                 | 23,06 m                                                                      |
| Spannweite            | 29,34 m                                                                      |
| Höhe                  | 8,14 m                                                                       |
| Flügelfläche          | 116,6 m²                                                                     |
| Flügelstreckung       | 7,4                                                                          |
| Rüstmasse             | 11.223 kg                                                                    |
| max. Startmasse       | 17.436 kg                                                                    |
| Antrieb               | 3 × 14-Zylinder-Sternmotoren Pratt & Whitney R-1830 mit je 794 kW (1.080 PS) |
| Höchstgeschwindigkeit | 375 km/h (202 kn)                                                            |
| Dienstgipfelhöhe      | 7.500 m (24.606 ft)                                                          |
| maximale Reichweite   | 3.000 km (1.620 sm)                                                          |